# کیکو هاما
کیکو هاما (انگلیسی: Keiko Hama؛ زادهٔ ۷ نوامبر ۱۹۴۷) بازیکن والیبال اهل ژاپن است.